# Международная Чугаевская конференция
Международная Чугаевская конференция по координационной химии является крупнейшим научным форумом, охватывающим фундаментальные и инновационные аспекты современной координационной и металлоорганической химии. Это единственная конференция в химии, которая имеет более чем 70-летнюю непрерывную историю, а по масштабу мероприятия и количеству участников уступает лишь Менделеевскому съезду. Своё название получила в честь Льва Александровича Чугаева. Совещания (конференции) проходили регулярно с интервалами в 2-4 года, за исключением шестилетних перерывов между IX (1963 г.) и X (1969 г.), а также между XVII (1990 г.) и XVIII (1996 г.) совещаниями. Они всегда собирали всех ведущих учёных страны в области координационной химии. Даже в тяжёлые годы Великой Отечественной войны в ноябре 1944 г. в Москве состоялось Третье Всесоюзное совещание по химии комплексных соединений, в котором принимали участие не только химики Москвы и Ленинграда, но и ряда других городов страны.

## Первое совещание
Первое совещание созвано химическим Отделением АН СССР и ИОНХ АН СССР в марте 1937 года в Москве. Совещание проходило под руководством директора ИОНХ академика Н. С. Курнакова. Состоялось четыре заседания, на которых заслушали 18 докладов, причем 13 из них были посвящены комплексным соединениям платиновых металлов, что вполне объяснимо, поскольку большинство участников были выходцами из Института по изучению платины и других благородных металлов АН СССР.

## Второе совещание
Второе совещание было проведено также в Москве в декабре 1940 года. Число докладов увеличилось до 27, но, как и на первом совещании, в подавляющем большинстве докладов (18) рассматривались комплексные соединения платиновых металлов.

## Третье совещание
Третье совещание состоялось в ноябре 1944 г. и было посвящено 50-летию координационной теории Альфреда Вернера.

## Четвёртое совещание
Состоялось в апреле 1948 г. в Ленинграде. Прошло 8 заседаний и было заслушано 37 докладов.

## Пятое совещание
Пятое совещание состоялось в мае 1950 г. в Киеве.

## Шестое совещание
Шестое совещание состоялось в декабре 1953 г. в Москве.

## Седьмое совещание
Седьмое совещание состоялось в октябре 1956 г. в Ленинграде. Было проведено четыре пленарных заседания и 8 секционных заседаний (две секции).

## Восьмое совещание
На Восьмом совещании, проведенном в Киеве (май 1959 г.), число представленных докладов достигло 100, было только два пленарных заседания и 15 секционных (три секции).

## Девятое совещание
В октябре 1963 г. в Ташкенте состоялось девятое Совещание. В его программе было 107 докладов, из них 10 пленарных и 97 секционных (4 секции).

## Десятое совещание
В июне 1969 г. в Киеве состоялось X Всесоюзное совещание, которое уже приобрело статус международного (ПНР, ГДР, ЧССР, СРР). Число участников из 36 городов СССР составило 300 человек, представивших 165 докладов. Лишь один пленарный доклад А. В. Бабаевой был посвящён развитию работ по химии комплексных соединений платиновых металлов в школе И. И. Черняева за последние годы. В остальных докладах рассматривались проблемы строения и электронных спектров комплексов (К. Б. Яцимирский), применение метода МО (М. Е. Дяткина), π-связи в комплексных соединениях (Б. Ежовска-Тщебятовска, ПНР), кинетика и механизмы реакций с участием комплексов (Ю. Н. Кукушкин) и др.

## Одиннадцатое совещание
В октябре 1973 года в Алма-Ате было проведено XI Совещание, в котором приняли участие 320 ученых из 47 городов СССР и четырёх зарубежных стран, представивших 292 доклада. Тематика пленарных докладов того Совещания была ещё более широкой: взаимное влияние лигандов в комплексных соединениях (Ю. Н. Кукушкин), комплексы переходных металлов с графитом (М. Е. Вольпин), комплексоны и их применение (М. И. Кабачник, Н. М. Дятлова, Т. Я. Медведев), о природе клатратов (А. В. Николаев), правила симметрии и механизмы реакции с участием комплексов (К. Б. Яцимирский) и др. С докладами выступили также проф. Л. Кольдитц (ГДР) и Б. Ежовска-Тщебетовска (ПНР). Заметному прогрессу координационной химии в стране способствовало проведение в Москве (май 1973) XV Международного конгресса по координационной химии, что, по существу, было признанием вклада советских химиков-комплексников в мировую химическую науку.
На XI Совещании было принято решение именовать Всесоюзные совещания по химии комплексных соединений — Чугаевскими.

## XII Всесоюзное Чугаевское совещание
В июне 1975 г. в Новосибирске состоялось XII Всесоюзное Чугаевское совещание с 350 участниками (из 36 городов), представивших 493 доклада. Из тематики пленарных докладов: «Проблемы новых центральных атомов и лигандов в комплексах» (В. И. Спицын), «Стереохимия гексакоординационных комплексов IV—VI групп» (Ю. А. Буслаев), "Новые аспекты в квантовой химии координационных соединений (И. Б. Берсукер), «Магнетохимия ди- и трёхъядерных комплексов переходных металлов» (В. В. Зеленцов) и др. К. Б. Яцимирский выступил с пленарным докладом на тему: «Комплексы в бионеорганических системах».

## XIII Всесоюзное Чугаевское совещание
В июне 1978 г. В Москве состоялось XIII Всесоюзное совещание, посвящённое 60-летию ИОНХ им. Н. С. Курнакова. В Совещании приняли участие 410 ученых (из 49 городов) с 466 докладами. С пленарным докладом на Совещании выступил Н. М. Жаворонков «Координационная химия и технический прогресс». С секционными докладами выступили: Ю. Н. Кукушкин (проявление взаимного влияния лигандов в твердофазных превращениях), В. В. Зеленцов (закономерность образования кластеров переходных металлов с органическими лигандами), В. Т. Калинников и А. А. Пасынский (антиферромагнитные кластеры со связью металл-металл). А. Ю. Цивадзе (спектрохимия координационных соединений), В. И. Нефедов (электронные уровни координационных соединений), Ю. А. Золотов (об особенностях комплексообразования с органическими лигандами), К. Б. Яцимирский (комплексы с макроциклическими лигандами модели биокомплексов) и др.

## XIV Всесоюзное Чугаевское совещание
В июне 1981 г. в Иванове состоялось XIV Совещание с 420 участниками (из 47 городов), представившими 510 докладов. Среди пленарных докладов: Н. С. Ениколопов и др. (каталитическая активность металлокомплексов порфиринов), И. Б. Берсукер (зависимость реакционной способности комплексов от их электронного строения), В. И. Спицын (особенности комплексообразования редкоземельных элементов), Б. Д. Берёзин (координационная химия синтетических порфинов) и др.

## XV Всесоюзное Чугаевское совещание
В сентябре 1983 года в Киеве состоялось XV Совещание с 400 участниками (из 52 городов), представивших 362 доклада. Среди пленарных докладов: Ю. А. Буслаев и др. (стереохимия комплексных соединений Те(IV) и I(V), В. В. Скопенко (проблемы поиска новых лигандов), Р. Н. Щёлокова (координационные соединения уранила), Н. М. Дятлова (химия комплексонов), К. Б. Яцимирского (макроциклические комплексы переходных металлов) и др.

## XVI Всесоюзное Чугаевское совещание
Состоялось в июне 1987 г. в Красноярске.

## XVII Всесоюзное Чугаевское совещание
Состоялось в мае 1990 г. в Минске. Это Совещание собрало 600 участников, представивших 704 доклада.

## XVIII Чугаевское совещание
События начала 90-х годов оказали отрицательное влияние на развитие отечественной науки и поэтому очередное XVIII Чугаевское совещание проходило в Москве в июне 1996 г. Уменьшилось как число участников (до 200), представлявших 21 город, так и количество представленных ими докладов (304), но тем не менее Совещание показало, что многие центры координационной химии в стране сохранились и, благодаря энтузиазму руководителей и исполнителей, продолжают активную работу. Среди 15 пленарных докладчиков: И. И. Моисеев (современная координационная химия), А. Е. Шилов (комплексы металлов и ферменты), С. В. Волков (высокомолекулярная координационная химия), Н. В. Гэрбэлэу (проблемы стабилизации необычных степеней окисления), В. В. Скопенко и др. (прямой синтез координационных соединений), Л. А. Асланов (новое в структурных исследованиях координационных соединений), Н. В. Плетнев (молекулярный дизайн полидентатных лигандов) и др.

## XIX Чугаевское совещание
После 1996 года Чугаевские совещания снова стали проводиться с периодичностью 2-3 года. Так, XIX Совещание состоялось в июне 1999 г. в Иванове. В нём приняли участие 320 ученых с 305 докладами. С пленарными докладами выступили А. Ю. Цивадзе (новые аспекты супрамолекулярной химии), Г. М. Ларин (ЭПР координационных соединений), Б. Д. Березин (химия нетрадиционных классов комплексных соединений), А. В. Агафонов и A. M. Кутепов (солевые эффекты в координационной химии), Т. Н. Ломова (комплексы, устойчивые в сверхкислотах) и С. В. Ларионов (комплексы-термохромы).

## XX Юбилейная Чугаевская конференция
В июне 2001 г. в Ростове-на-Дону состоялась XX Юбилейная Чугаевская конференция по координационной химии, в которой приняли участие 300 ученых из 40 городов России и 23 стран ближнего и дальнего зарубежья, представивших 540 докладов. Среди 13 пленарных докладов: В. И. Минкин (внутримолекулярная координация), А. Ю. Цивадзе (самоорганизация супрамолекулярных систем), И. Л. Ерёменко, В. М. Новоторцев, В. И. Овчаренко (молекулярный дизайн магнитноактивных полиядерных комплексов), Е. Зиолковский (синтез, структура и каталитическая активность комплексов палладия), В. В. Зеленцов (из истории Чугаевских совещаний) и др.

## XXI Чугаевская конференция
С 10 по 13 июня 2003 г. в Киеве была проведена XXI Чугаевская конференция  (недоступная ссылка), в которой приняли участие 300 делегатов с 487 докладами. Обзорный доклад о развитии координационной химии на Украине был сделан В. В. Скопенко. Пленарные доклады: А. И. Коновалов (макроциклические лиганды на основе каликсаренов), И. И. Моисеев (координационная химия: катализ и «зелёная химия»), В. М. Новоторцев, В. Т. Калинников, Ю. В. Ракитин (современная магнетохимия обменных кластеров), И. Л. Ерёменко (превращения координированных органических аминов), С. М. Алдошин и Н. А. Санина (функциональные модели нитрозильных негемовых [Fe-S] белков), А. Ю. Цивадзе (супрамолекулярные металлокомплексные системы), О. Г. Синяшин и А. А. Карасик (комплексы переходных металлов с производными природных терпенов), С. В. Волков («Grееn» координационная химия переходных металлов в низкотемпературных расплавах и неводных средах) и др.

## XXII Чугаевская конференция
Двадцать вторая Чугаевская конференция состоялась в июне 2005 г. в Кишинёве и была посвящена 100-летию со дня рождения выдающегося химика-комплексника академика АНМ А. В. Аблова. В работе конференции приняли участие 250 делегатов, представивших 490 докладов. С докладами выступили президент АНМ Г. Г. Дука (комплексы с частичным переносом заряда в экологической химии), А. Гуля (А. В. Аблов — основоположник координационной химии в Молдавии), В. Ю. Кукушкин (Оксимы в координационной химии — от Чугаева, до Аблова и до наших дней), В. И. Нефедов (процессы комплексообразования и миграция уранила в природе), Н. В. Гэрбэлэу (тиосемикарбазид в качестве лиганда), И. Хайдук (Координационная химия — металлоорганическая химия — магический треугольник неорганической химии), И. Б. Берсукер (Эффект Яна–Теллера: новые аспекты и применение в координационной химии), С. П. Губин и Н. А. Катаева (координационная химия наночастиц), В. М. Новоторцев, И. Л. Ерёменко (молекулярные магнетики на основе координационных соединений), И. А. Ефименко (координационные соединения платиновых металлов как основа новых лекарственных препаратов), С. В. Волков (гетерогенно-геторофазный функциональный путь развития координационной химии) и др.

## XXIII Международная Чугаевская конференция
XXIII Международная Чугаевская конференция по координационной химии была проведена в Одессе (Украина) в сентябре 2007 г. Организаторы конференции — Институт общей и неорганической химии им. Н. С. Курнакова РАН, Физико-химический институт им. А. В. Богатского НАН Украины, Киевский национальный университет им. Тараса Шевченко, Одесский национальный университет им. И. И. Мечникова, Институт общей и неорганической химии им. В. И. Вернадского НАН Украины.

## XXIV Чугаевская конференция
XXIV Международная Чугаевская конференция по координационной химии была проведена в пос. Репино Курортного района Санкт-Петербурга с 15 по 19 июня 2009 г. Президент конференции — акад. Н. Т. Кузнецов (ИОНХ, Москва), сопредседатели — акад. В. М. Новоторцев (ИОНХ, Москва), акад. Г. Ф. Терещенко (Санкт-Петербургский научный центр РАН ) и чл.-корр. РАН В. Ю. Кукушкин (Санкт-Петербургский государственный университет). Председатель местного оргкомитета — чл.-корр. РАН В. Ю. Кукушкин. В конференции приняло участие 642 человека, из которых 186 человек были молодые учёные в возрасте до 35 лет. В работе конференции приняло участие 14 действительных членов РАН, 10 членов-корреспондентов РАН, а также 8 академиков и членов-корреспондентов с Украины, из Белоруссии и Молдавии. Хотя основная по численности делегация была из Российской Федерации, на конференции широко представительствовали учёные из стран СНГ, а также из США, Германии, Польши, Франции, Мексики, Чили, ЮАР, Сербии и Румынии.
С пленарными докладами выступили: Абакумов Г. А., Алдошин С. М., Антипин И. С., Белецкая И. П., Берсукер И. Б., Волков С. В., Волошин Я. З., Геворгян В., Гехман А. Е., Горбунова Ю. Г., Громов С. П., Жижин К. Ю., Камалов Г. Л., Карасик А. А., Казаков В. П., Коновалов А. И., Милаева Е. Р., Минкин В. И., Моисеев И. И., Овчаренко В. И., Павлищук В. В., Синяшин О. Г., Туник С. П., Федин В. П., Фрицкий И. О. и Черкасов В. К.
В рамках проведенной параллельно с Чугаевской конференцией Молодёжной конференции-школы «Физико-химические методы в химии координационных соединений» выступили Анаников В. П., Антипин М. Ю. и Громов И. А.
На лекции член-корр. РАН Ананикова В. П. (ИОХ РАН ) впервые в российской практике была продемонстрирована новая аппаратная реализация управления ЯМР спектрометрами фирмы Брукер — дистанционная регистрация и обработка спектров через сеть Интернет в режиме реального времени. Управление работой сверхпроводящего магнита и всех блоков электроники через Интернет открывает доступ к современным одномерным и многомерным методикам ЯМР с персонального компьютера, находящегося в любой точке мира. В перспективе, применение этой технологии открывает широкие возможности для дистанционного обучения, работы центров коллективного пользования и интеграции в учебные процессы подготовки студентов и аспирантов.
Библиографические данные: XXIV Международная Чугаевская конференция и Молодёжная конференция-школа «Физико-химические методы в химии координационных соединений», тезисы докладов, ISBN 5-85263-026-8, издательство «Русский Запад», Санкт-Петербург, 2009, 652 стр.

## XXV Чугаевская конференция
6-11 июня 2011 г., Суздаль. XXV Международная Чугаевская конференция по координационной химии и II Молодёжная школа-конференция «Физико-химические методы в химии координационных соединений». Конференция была приурочена к 80-летию академика Кузнецова Н. Т. и проходила в рамках мероприятий Международного года химии.
Организаторами конференции являются: Российская академия наук, Отделение химии и наук о материалах РАН, Министерство образования и науки РФ, Научный совет РАН по неорганической химии, Российский фонд фундаментальных исследований, Институт общей и неорганической химии им. Н. С. Курнакова РАН, Институт химии растворов РАН, Ивановский государственный химико-технологический университет, Российское химическое общество им. Д. И. Менделеева.

## XXVI Чугаевская конференция
XXVI Международная Чугаевская конференция по координационной химии и VII международный симпозиум «Дизайн и синтез супрамолекулярных архитектур», Казань, 6 — 10 октября 2014 года.
Посвящена 170-летию открытия профессором Казанского университета Карлом Клаусом рутения — единственного естественного элемента Периодической системы, открытого в России.

## XXVII Чугаевская конференция
Нижний Новгород, 2 — 6 октября 2017 года.
Конференция приурочена к 80-летию академика РАН Глеба Арсентьевича Абакумова. 

## XXVIII Чугаевская конференция
Проведение конференции запланировано на 4 — 8 октября 2021 года в г. Туапсе (пос. Ольгинка).
Конференция приурочена к 90-летию академика РАН Николая Тимофеевича Кузнецова.

## Годы и места проведения Чугаевских конференций
- I Совещание по химии комплексных соединений, Москва, 1937
- II Совещание по химии комплексных соединений, Москва, 1940
- III Совещание по химии комплексных соединений, Москва, 1944
- IV Совещание по химии комплексных соединений, Ленинград, 1948
- V Совещание по химии комплексных соединений, Киев, 1950
- VI Совещание по химии комплексных соединений, Москва, 1953
- VII Совещание по химии комплексных соединений, Ленинград, 1956
- VIII Совещание по химии комплексных соединений, Киев, 1959
- IX Совещание по химии комплексных соединений, Ташкент, 1963
- X Совещание по химии комплексных соединений, Киев, 1969
- XI Совещание по химии комплексных соединений, Алма-Ата, 1973
- XII Всесоюзное Чугаевское совещание, Новосибирск, 1975
- XIII Всесоюзное Чугаевское совещание, Москва, 1978
- XIV Всесоюзное Чугаевское совещание, Иваново, 1981
- XV Всесоюзное Чугаевское совещание, Киев, 1983
- XVI Всесоюзное Чугаевское совещание, Красноярск, 1987
- XVII Всесоюзное Чугаевское совещание, Минск, 1990
- XVIII Чугаевское совещание, Москва, 1996
- XIX Чугаевское совещание, Иваново, 1999
- XX Юбилейная Чугаевская конференция по координационной химии, Ростов-на-Дону, 2001
- XXI Чугаевская конференция, Киев, 2003
- XXII Чугаевская конференция, Кишинёв, 2005
- XXIII Чугаевская конференция, Одесса, 2007
- XXIV Чугаевская конференция, Санкт-Петербург, 2009
- XXV Чугаевская конференция, Суздаль, 2011
- XXVI Чугаевская конференция, Казань, 2014
- XXVII Чугаевская конференция, Нижний Новгород, 2017.
- XXVIII Чугаевская конференция, Краснодарский край, г. Туапсе, пос. Ольгинка, AMAKS Курорт «Орбита», 2021